# Lady Sonia
Lady Sonia, de son vrai nom Sonia Mabiala, née à Paris, est une femme coach de développement personnel sur plusieurs continents. Elle est la créatrice de l’A.L.E.I. (Académie. Libre. Épanouie et Influente)

## Biographie
Lady Sonia, coach congolaise vivant en Suisse, est célèbre en Afrique,. Lady Sonia prêche l’Évangile et le développement personnel,.
Depuis 2018, elle vit en Suisse, mais son entreprise est établie à Paris.
Elle est  suivie par plus de 5 000 000 d'abonnés sur les réseaux sociaux. »